# Tomohiro Ishii
Tomohiro Ishii (石井 智宏, Ishii Tomohiro) est un catcheur japonais né le 10 décembre 1975, connu pour son parcours au sein de la New Japan Pro Wrestling. Il a remporté au cours de sa carrière 6 fois le championnat poids-libre NEVER.
Il est réputé pour sa ténacité et sa robustesse, d'où le surnom "Stone Pitbull." Tomohiro Ishii est aussi un membre du clan Chaos.

## Carrière
Ishii a été entraîné par les légendes Riki Chōshū et Genichiro Tenryu.

### New Japan Pro Wrestling (2004-...)
Lors de Wrestle Kingdom III, lui, Giant Bernard, Karl Anderson et Takashi Iizuka perdent contre Legend (Masahiro Chōno et Riki Chōshū) et The Main Event Mafia (Kevin Nash et Kurt Angle).

#### Rivalité avec Tiger Mask (2010–2011)

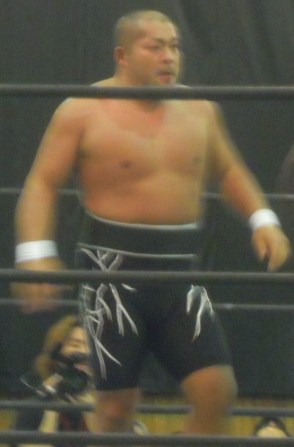
Ishii en Novembre 2011

#### NEVER Openweight Champion et acclamé par la critique (2012-2016)
Le 20 mai 2012, il reçoit enfin sa première opportunité pour un titre contre Hirooki Goto contre lequel il s'incline pour le IWGP Intercontinental Championship. Le 5 avril, lui et Shinsuke Nakamura perdent contre Killer Elite Squad (Davey Boy Smith, Jr. et Lance Archer) et ne remportent pas les IWGP Tag Team Championship. Il s'est alors impliqué dans une rivalité acharnée avec le chef du clan Suzuki-gun, Minoru Suzuki,. Lors de Kizuna Road 2013, il perd contre Minoru Suzuki,,. Lors de Power Struggle 2013, il perd contre Hiroshi Tanahashi.
Lors de The New Beginning In Osaka 2014, il bat Tetsuya Naitō et remporte le NEVER Openweight Championship. Lors de Invasion Attack 2014, il conserve son titre contre Tetsuya Naitō. Le 12 avril, il conserve son titre contre Kushida. Lors de Wrestling Dontaku 2014, il conserve son titre contre Tomoaki Honma. Lors de Back To Yokohama Arena, il conserve son titre contre Kōta Ibushi. Lors de Dominion 6.21, lui et Kazuchika Okada perdent contre Bullet Club (A.J. Styles et Yujiro Takahashi). Le 29 juin, il perd son titre contre Yujiro Takahashi. Il participe fin juillet au tournoi G1 Climax où il remporte cinq des dix rencontres effectuées, travaillant avec une épaule séparé lors de ses deux derniers matchs. 
Lors de King Of Pro-Wrestling 2014, il bat Yujiro Takahashi et remporte le NEVER Openweight Championship pour la deuxième fois. Lors de Power Struggle 2014, il conserve son titre contre Hirooki Goto. Après une participation, en compagnie de Shinsuke Nakamura, au tournoi World Tag League 2014 en demi-teinte, finissant second de leur groupe. Lors de Wrestle Kingdom 9 in Tokyo Dome, il perd son titre contre Togi Makabe. Lors de The New Beginning in Sendai, il réussit à récupérer le titre qui était devenu vacant à la suite d'une maladie de Togi Makabe, en battant Tomoaki Honma. Lors de Wrestling Hinokuni, il perd son titre contre Togi Makabe. Il obtient un match revanche lors de Dominion 7.5 in Osaka-jō Hall mais il perd à nouveau contre Togi Makabe. Il intègre durant fin juillet le tournoi G1 Climax, où il remporte cinq de ses matchs. Lors de King of Pro Wrestling 2015, il bat Togi Makabe et remporte pour la quatrième fois le NEVER Openweight Championship, puis effectue sa première défense de titre en battant Tomoaki Honma le 7 novembre lors de Power Struggle 2015. Il participe ensuite au World Tag League 2015 avec Shinsuke Nakamura, mais ils ne remportent que trois matchs pour trois défaites, dont une infligée par le Bullet Club (Karl Anderson et Doc Gallows) lors de la dernière journée,. Lors de Wrestle Kingdom 10, il perd son titre contre Katsuyori Shibata. Il obtient un match revanche le 11 février au cours de The New Beginning in Osaka mais il perd à nouveau contre Katsuyori Shibata. 
Lors de ROH Honor Rising: Japan 2016 - Tag 1, il bat Roderick Strong et remporte le ROH World Television Championship. Une semaine plus tard, lors de 14th Anniversary Show, il conserve son titre contre Roderick Strong et Bobby Fish. Le lendemain, il conserve son titre contre Cedric Alexander. Le 20 mars, il conserve son titre contre Evil. Lors de Wrestling Dontaku 2016, il perd contre Tetsuya Naitō et ne remporte pas le IWGP Heavyweight Championship. Lors de Global Wars 2016, il perd son titre contre Bobby Fish. Lors de la Première soirée de War of the Worlds '16, il bat Moose. Il intègre durant fin juillet le tournoi G1 Climax, où il remporte quatre de ses matchs. L'une des victoires de Ishii était contre son coéquipier du clan Chaos et l'actuel IWGP Heavyweight Champion, Kazuchika Okada. Lors de King of Pro-Wrestling, lui, Will Ospreay et Yoshi-Hashi battent Bullet Club (Adam Cole, Bad Luck Fale et Yujiro Takahashi). Lors de Power Struggle, lui et Yoshi-Hashi perdent contre Guerrillas of Destiny (Tama Tonga et Tanga Roa) et ne remportent pas les IWGP Tag Team Championship. Lors de RevPro/NJPW Global Wars UK 2016 - Tag 1, il perd contre Chris Hero.
Lors de Wrestle Kingdom 11, lui et Toru Yano battent Guerrillas of Destiny et Great Bash Heel (Togi Makabe et Tomoaki Honma) dans un three-way tag team match et remportent les IWGP Tag Team Championship. Lors de The New Beginning in Sapporo, ils conservent leur titres contre Great Bash Heel et Killer Elite Squad. Lors de The New Beginning in Osaka, ils conservent leur titres contre Great Bash Heel et Suzuki-gun (Davey Boy Smith, Jr. et Takashi Iizuka). Lors de NJPW 45th anniversary show, ils perdent les titres contre Tencozy (Hiroyoshi Tenzan et Satoshi Kojima). Lors du premier tour de la New Japan Cup 2017, il bat Kenny Omega. Lors du second tour, il bat Sanada. Lors des Demi-Finales, il perd contre Katsuyori Shibata et est éliminé du tournoi. Lors de Sakura Genesis, lui et Toru Yano perdent contre Bullet Club (Bad Luck Fale et Kenny Omega). Lors de Wrestling Dontaku, il perd contre Kenny Omega. Lors de Dominion 6.11, lui, Toru Yano et Yoshi-Hashi perdent  un Gauntlet match au profit de Los Ingobernables de Japón (Bushi, Evil et Sanada) et ne remportent pas les NEVER Openweight 6-Man Tag Team Championship.
Lors de la tournée G1 Special in USA, il participe au tournoi pour déterminer le premier IWGP United States Heavyweight Champion. Il bat Tetsuya Naitō lors du premier tour, Zack Sabre, Jr. en Demi-finale, mais il perd contre Kenny Omega en Finale,. Lors de RevPro/NJPW Global Wars 2017 - Tag 1, il bat Keith Lee.
Lors de Wrestle Kingdom 12, lui, Beretta et Toru Yano remportent un Gauntlet match en éliminant en dernier Bullet Club (Bad Luck Fale, Tama Tonga et Tanga Loa) pour remporter les NEVER Openweight 6-Man Tag Team Championship. Le lendemain, ils perdent les titres contre Bullet Club (Bad Luck Fale, Tama Tonga et Tanga Loa).

#### RevPro British Heavyweight Champion (2018-2019)
Lors de Strong Style Evolved 2018, lui et Kazuchika Okada perdent contre Suzuki-gun (Minoru Suzuki et Zack Sabre, Jr.). Lors de Supercard Of Honor XII, il perd contre Punishment Martinez. Lors de RevPro Strong Style Evolved UK - Tag 1, lui et Kazuchika Okada perdent contre Suzuki-gun (Minoru Suzuki et Zack Sabre, Jr.) et ne remportent pas les RPW Undisputed British Tag Team Championship. Lors de RevPro Strong Style Evolved UK - Tag 2, il perd son titre contre Minoru Suzuki,. Lors de Summer Sizzler 2018, il bat WALTER et devient challenger N°1 pour le RPW British Heavyweight Championship.
Lors de Destruction in Hiroshima, il perd contre Kenny Omega et ne remporte pas le IWGP Heavyweight Championship. Lors de Deah Before Dishonor 2018, lui, Kazuchika Okada, Rocky Romero, Beretta et Chuckie T perdent contre Bullet Club (Cody, The Young Bucks, Adam Page et Marty Scurll). Lors de RevPro/NJPW Global Wars 2018, il bat Minoru Suzuki et remporte le RPW British Heavyweight Championship pour la deuxième fois. Lors de Power Struggle 2018, il conserve son titre contre Minoru Suzuki. Lors de Wrestle Kingdom 13, il perd son titre contre Zack Sabre, Jr..

#### Reconquête du NEVER Openweight Championship (2019-...)
Lors de Dominion 6.9 In Osaka-Jo Hall, il bat Taichi et remporte le NEVER Openweight Championship pour la cinquième fois. Lors de Royal Quest, il perd son titre contre KENTA.
Le 20 février 2020, il perd contre Shingo Takagi et ne remporte pas le NEVER Openweight Championship.
Il participe ensuite avec Hirooki Goto et Yoshi-Hashi à un tournoi pour couronner les nouveaux NEVER Openweight 6-Man Tag Team Champions qu'ils remportent le 9 août en battant leur coéquipier de Chaos (Kazuchika Okada, Sho et Toru Yano),. Le 11 septembre, ils conservent leur titres en battant une nouvelle fois Chaos (Kazuchika Okada, Sho et Toru Yano). Le 23 octobre, ils conservent leur titres contre Suzuki-gun (DOUKI, Taichi et Zack Sabre, Jr.),. Le 11 février 2021, ils conservent leur titres contre Bullet Club (Jay White, Tama Tonga et Tanga Loa). Lors de Power Struggle 2021, ils perdent leur titres contre House Of Torture (Evil, Yujiro Takahashi et Sho) après 454 jours de règne.
Lors de Battle In The Valley, il bat Jay White et remporte le NEVER Openweight Championship pour la sixième fois. Lors de Wrestle Kingdom 16 - Tag 1, il perd son titre contre Evil.
Lors de Wrestling Dontaku 2023, lui, Kazuchika Okada et Hiroshi Tanahashi battent Strong Style (Minoru Suzuki, El Desperado et Ren Narita) et remportent les NEVER Openweight 6-Man Tag Team Championship. Lors de Dominion 6.4 In Osaka-Jo Hall, ils conservent leur titres contre Blackpool Combat Club (Jon Moxley et Claudio Castagnoli) et Shota Umino.

### All Elite Wrestling (2021-...)
Lors de Full Gear (2021), il est annoncé qu'il ferait ses débuts à la All Elite Wrestling le 17 novembre et qu'il ferait équipe avec un des plus récents membres du clan Chaos, Orange Cassidy, pour affronter The Butcher & The Blade. Le 17 novembre à Dynamite, lui et Orange Cassidy battent The Butcher & The Blade,.

### Impact Wrestling (2022-...)
Il fait ses débuts à Impact Wrestling, lors de Multiverse of Matchs en battant Eddie Edwards. Lors de Rebellion, il bat JONAH. Lors de Under Siege (2022), il perd contre Josh Alexander et ne remporte pas le Impact World Championship.

## Palmarès
- Apache Pro-Wrestling
  - 1 fois WEW Heavyweight Champion[91]

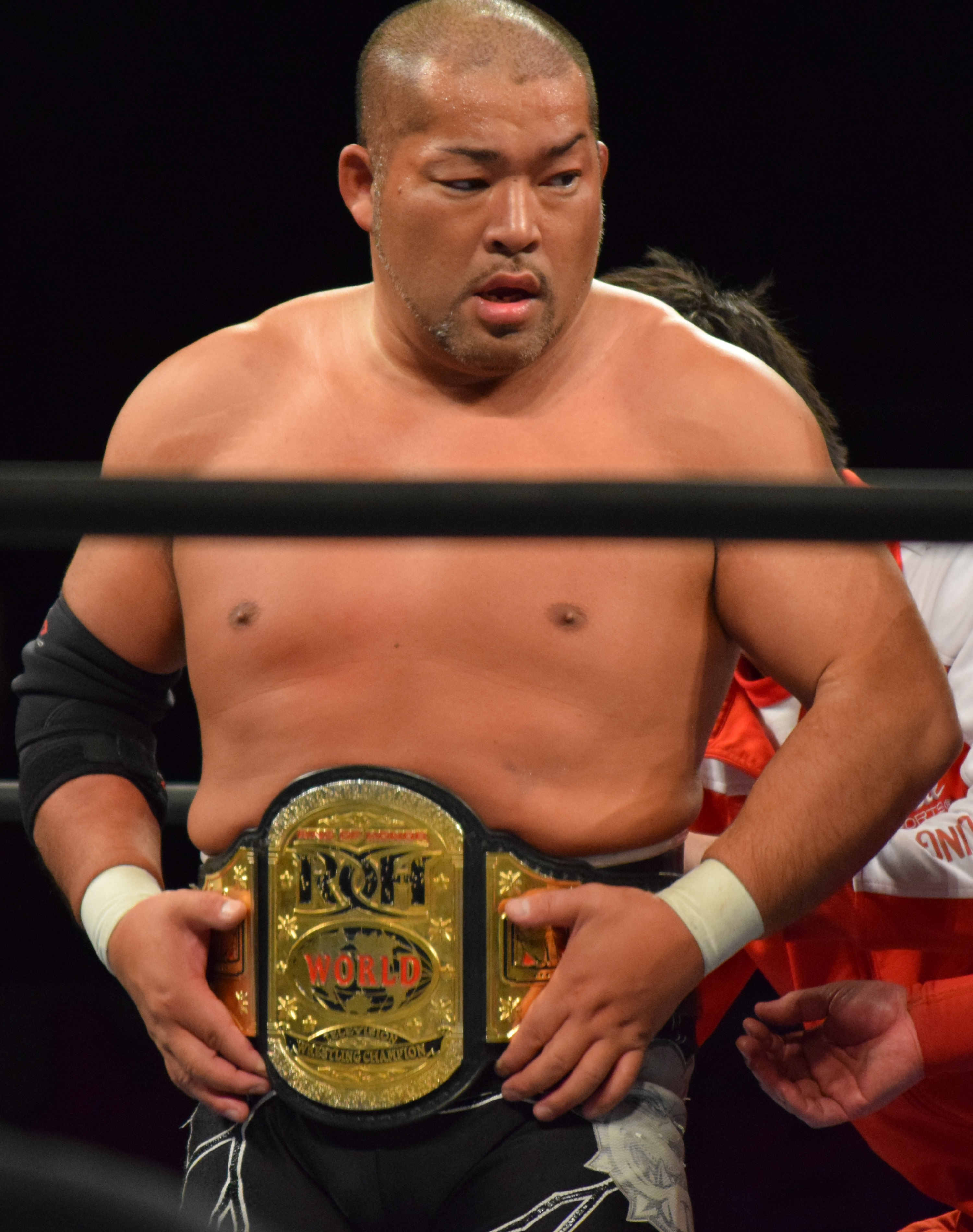
Ishii en tant que ROH World Television Champion

- Fighting World of Japan Pro Wrestling
  - World Japan Young Magma Tournament (2003)[2]

- New Japan Pro Wrestling
  - 6 fois NEVER Openweight Champion[91]
  - 1 fois Strong Openweight Championship (actuel)
  - 1 fois IWGP Tag Team Championship avec Toru Yano
  - 3 fois NEVER Openweight 6-Man Tag Team Championship avec Beretta et Toru Yano (1), Hirooki Goto et Yoshi-Hashi (1) et Kazuchika Okada et Hiroshi Tanahashi (1, actuel)

- Pro Wrestling Zero1
  - 1 fois NWA International Lightweight Tag Team Champion avec Tatsuhito Takaiwa[91]

- Revolution Pro Wrestling
  - 2 fois RPW British Heavyweight Championship[92]

- Ring of Honor
  - 1 fois ROH World Television Champion

- Tenryu Project
  - 2 fois Tenryu Project Six-Man Tag Team Champion avec Arashi et Suwama (1) et Arashi et Genichiro Tenryu (1)[91]

- Wrestle Association "R"
  - 2 fois WAR International Junior Heavyweight Tag Team Champion avec Yuji Yasuraoka[91]

## Récompenses des magazines
- Pro Wrestling Illustrated

| Année | 2014 | 2015 | 2016 | 2017 | 2018 | 2019 | 2020 | 2021 | 2022 | 2023 | 2024 |
| ----- | ---- | ---- | ---- | ---- | ---- | ---- | ---- | ---- | ---- | ---- | ---- |
| Rang  | 129  | 110  | 37   | 74   | 76   | 73   | 71   | 222  | 76   | 62   | 178  |

- Wrestling Observer Newsletter
  - Best Brawler (2014,2015)

| #  | Résultat | Adversaire                                                              | Évènement                        | Date              | Durée | Lieu                                  | Notes |
| -- | -------- | ----------------------------------------------------------------------- | -------------------------------- | ----------------- | ----- | ------------------------------------- | --- |
| 1  | Victoire | Katsuyori Shibata                                                       | G1 Climax 23 - Day 4             | 3 août 2013       | 12:17 | Osaka Prefectural Gymnasium, Osaka    | |
| 2  | Victoire | Tomoaki Honma                                                           | The New Beginning In Sendai 2015 | 14 février 2015   | 24:46 | Sendai Sun Plaza, Sendai              | Le NEVER Openweight Championship est en jeu. |
| 3  | Victoire | Kazuchika Okada                                                         | G1 Climax 26 - Day 13            | 6 août 2016       | 18:43 | Edion Arena, Osaka                    | |
| 4  | Victoire | Hirooki Goto                                                            | NJPW G1 Climax – Day 6 – 2018    | 21 juillet 2018   | 18:15 | Korakuen Hall, Tokyo                  | |
| 5  | Victoire | Kenny Omega                                                             | NJPW G1 Climax 2018 - Tag 14     | 4 août 2018       | 22:42 | EDION Arena Osaka, Osaka              | Ce match obtient la note de cinq étoiles et demi. |
| 6  | Défaite  | Golden☆Lovers (Kenny Omega et Kōta Ibushi)                              | NJPW Fighting Spirit Unleashed   | 30 septembre 2018 | 23:06 | Walter Pyramid, Long Beach            | Il s'agit d'un match par équipe sans enjeu. Ishii faisait équipe avec Kazuchika Okada.                                                                                             |
| 7  | Défaite  | Jon Moxley                                                              | NJPW G1 Climax 2019 - Tag 6      | 19 juillet 2019   | 20:36 | Korakuen Hall, Tokyo                  | . |
| 8  | Défaite  | Shingo Takagi                                                           | NJPW G1 Climax 2019 - Tag 16     | 8 août 2019       | 22:41 | Yokohama Cultural Gymnasium, Kanagawa | Le match a été noté 5.5. |
| 9  | Défaite  | Shingo Takagi                                                           | NJPW G1 Climax 2021 - Tag 1      | 18 septembre 2021 | 27:56 | EDION Arena Osaka, Osaka              | Le match a été noté 5.5. |
| 10 | Victoire | Blackpool Combat Club (Jon Moxley et Claudio Castagnoli) et Shota Umino | Dominion 6.4 In Osaka-Jo Hall    | 4 juin 2023       | 20:38 | Osaka-Jo Hall, Osaka                  | Il s'agit d'un Six Man Tag Team Match Où Ishii faisient équipe avec Kazuchika Okada et Hiroshi Tanahashi pour les NEVER Openweight 6-Man Tag Team Championship qu'ils détennaient. |